# Lacheio
Lacheio (in lingua greca: Λαχείο) è l'album di debutto della cantante greca Alexandra Koniak, pubblicato il 1º dicembre 2017 su etichetta discografica Polymusic.

## Tracce
Download digitale
1. To lacheio – 3:34
2. To teleio psema – 3:38
3. Mantepse giati – 3:41
4. Erōtas theos – 3:35
5. Anīxe mou – 3:52
6. A4 – 3:39
7. Otan den eimai kala – 3:18
8. Mia volta stīn polī – 3:43
9. Mia kalīmera – 3:36
10. Se epilegō – 4:31

## Classifiche
| Classifica (2018) | Posizione massima |
| ----------------- | ----------------- |
| Grecia            | 16                |